# 플룸 구조론

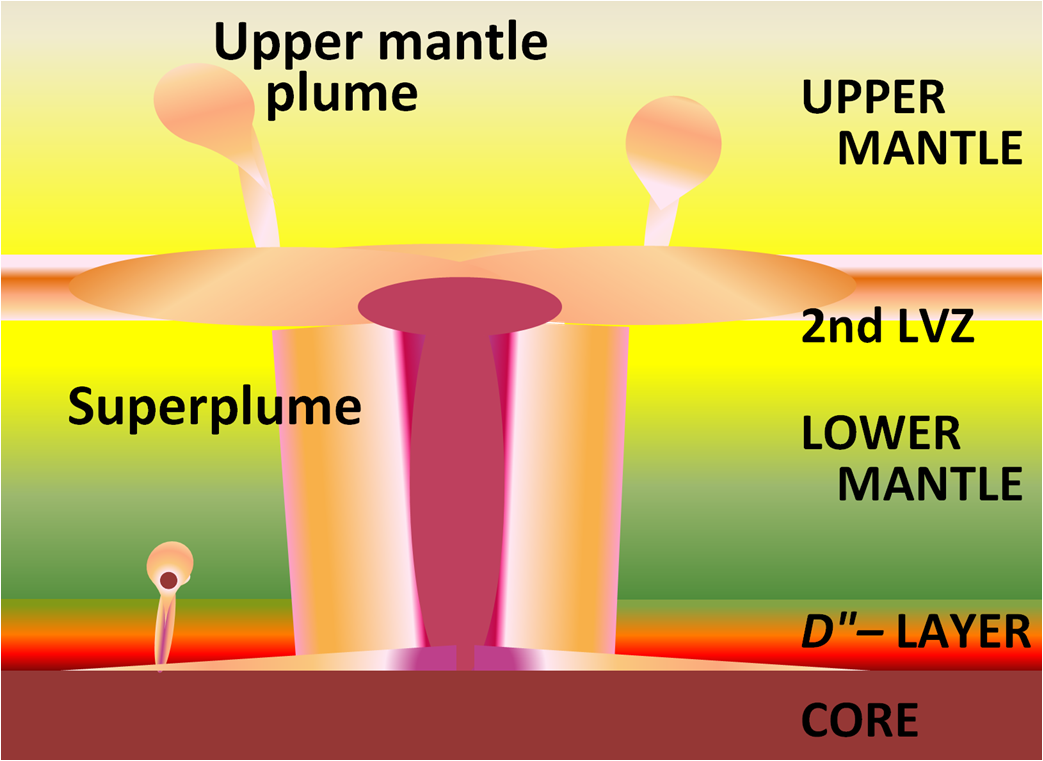

최근의 지구 내부의 온도가 조사되었는데 맨틀 하부에서 지표면까지 향하는 고온의 열기둥과 지표에서 맨틀 하부로 향하는 저온의 열기둥이 발견되었다. 이 열기둥을 각각 뜨거운 플룸(plume)과 차가운 플룸이라고 한다.
이 플룸은 맨틀의 대류 현상으로 해석되고 있다. 하와이의 마그마는 뜨거운 플룸이 상승중 갈라져서 공급되는 열에 의해 지하 약 4000km에서 발생하는 것으로 추정되고 있다. 하와이 섬과 같이 판의 이동과 상관없이 뜨거운 플룸이 상승하여 지각을 뚫고 분출한 지표면의 고정된 지점을 열점이라 한다. 이러한 플룸의 운동은 판 구조론의 운동 역학적인 문제의 해결에 유리하다.